# Aharon Tzizling
Aharon Tzizling (אהרון ציזלינג) est un homme politique israélien, fils d'un rabbin ayant contribué à la fondation de la grande synagogue de la rue Allenby à Tel-Aviv.

## Biographie
Aharon Tzizling naît le 26 février 1901 à Nierotchiobotchi en Biélorussie et émigre en Palestine en 1914. Il étudie à l'école Hertzliya à Tel-Aviv. Puis il devient l'un des leaders du parti Akhdut HaAvoda, puis adhère à celui du Mapaï. Tzizling est également l'un des rédacteurs du texte de la Déclaration d'indépendance de l'État d'Israël.
Il fait partie, en tant que député aux deux premières knesset d'Israël[pas clair], et remplit parallèlement les fonctions de ministre de l'agriculture.
Il est connu pour avoir dit, alors ministre de l’agriculture au conseil des ministres du 17 novembre 1948 :
« Je n’ai pu dormir de la nuit. Ce qui est en cours blesse mon âme, celle de ma famille et celle de nous tous (...) . Maintenant, les juifs aussi se conduisent comme des nazis, et mon être entier en est ébranlé. »
Aharon Tzizling meurt le 16 janvier 1964.

## Sources
- "Magazine Tel-Aviv". 23/04/04.
- Dr Oren Avigaïl "Drapeau national : discussion et décision". Archives Nationales.